# Propaganda omofobica
La propaganda omofobica (o propaganda omofoba, oppure propaganda anti-gay) è una propaganda basata sull'eterosessismo e sull'omofobia nei confronti degli omosessuali e di tutte le persone non-eterosessuali (lesbiche, gay, bisessuali, transessuali e queer). Questo tipo di propaganda supporta i pregiudizi e gli stereotipi LGBTQ anti-gay, e promuove la stigmatizzazione sociale, la discriminazione e la demonizzazione delle persone LGBTQ.
Il termine "propaganda omofobica" venne utilizzato dallo storico Stefan Micheler nel suo lavoro Propaganda Omofobica e la Denuncia di uomini desiderosi del sesso tra persone dello stesso genere sotto il nazionalsocialismo (in inglese: Homophobic Propaganda and the Denunciation of Same-Sex-Desiring Men under National Socialism), nonché altre opere che trattano l'argomento.
In alcuni Paesi determinate forme di propaganda omofobica sono considerati come discorsi d'odio e sono proibite dalla legge. In Russia, ad esempio, questo tipo di propaganda può anche essere trattato come illegale, perché le leggi in Russia proibiscono esplicitamente discorso di odio contro qualsiasi gruppo sociale (non menzionando esplicitamente l'orientamento sessuale), e la persone LGBT possono essere considerati come gruppo sociale distinto.

## Storia della propaganda omofobica

### Germania
Nella Germania nazista, le posizioni politiche nei confronti degli omosessuali erano basate sul presupposto che gli omosessuali stavano distruggendo la nazione tedesca in quanto definiti come degenerati sessuali. Lo storico Erwin J. Haeberle, nel suo lavoro Swastika, Triangolo Rosa e Stella Gialla: La Distruzione della Sessuologia e la Persecuzione degli Omosessuali nella Germania Nazista, riporta la prima apparizione di questo atteggiamento politico al 14 maggio 1928.

## Propaganda omofobica e leggi

### Russia
In Russia, è illegale commettere crimini contro qualcuno in base al loro orientamento sessuale. La responsabilità è stabilita dall'articolo 136 e dall'articolo 282 del codice penale della Federazione Russa; tuttavia, il 30 giugno 2013, il Presidente Vladimir Putin ha firmato, quindi convertito in legge, un disegno di legge che vieta la propaganda dei rapporti sessuali non tradizionali tra i minori, e vieta di equiparare le relazioni coniugali degli eterosessuali con le relazioni delle persone dello stesso sesso (la legge russa sulla propaganda gay).

### Norvegia
Nel 1981, la Norvegia è diventata la prima nazione a stabilire una sanzione penale (una multa o la reclusione fino a due anni) per le pubbliche minacce, diffamazioni, espressioni di odio, o di agitazione per la discriminazione nei confronti della comunità LGBT.

### Paesi Bassi
Il 1º luglio, 1987 i Paesi Bassi hanno aderito al Codice Penale Olandese, che ha stabilito la punizione, per diffamazioni pubbliche sulla base dell'orientamento sessuale, come tasse o la reclusione fino a due anni.

### Irlanda
Nel 1989 in Irlanda è entrata in vigore una risoluzione contro i discorsi d'odio anti-gay. Si stabilisce la sanzione sotto forma di tasse o la reclusione fino a due anni per la pubblicazione o la distribuzione di materiali che contengono diffamazioni, minacce, espressioni di odio o di offese verso le persone LGBT.

### Regno Unito
La Sezione 28 del "Local Government Act 1988" ha aggiunto la sezione 2A al "Local Government Act del 1986", che vietava alle autorità locali di avere il permesso di "promuovere l'omosessualità", o "promuoverne l'insegnamento in qualsiasi modo nella scuola o favorire l'accettabilità dell'omosessualità come un rapporto familiare autentico".
È stata abrogata il 21 giugno 2000 in Scozia, come uno dei primi atti legislativi emanati dal nuovo Parlamento scozzese e il 18 novembre 2003 nel resto del Regno Unito dalla sezione 122 del "Local Government Act del 2003".

### Australia
Il 2 marzo 1993 nel Nuovo Galles del Sud, Australia, è entrato in vigore un emendamento, alla legge contro la discriminazione, che vieta i pubblici discorsi d'odio, il disprezzo o il deridere gli omosessuali. Un'esclusione giuridica è una informazione che viene distribuita per scopi educativi, religiosi, scientifici o sociali.
Il 10 dicembre 1999, un emendamento analogo è stato accettato dal parlamento della Tasmania, che non permette esclusioni.

### Sud Africa
Nel febbraio del 2000 il Parlamento del Sud Africa ha promulgato la Legge per la Promozione della Parità e per la Prevenzione della Discriminazione Ingiusta, che vieta i discorsi d'odio basati su un qualsiasi motivo costituzionalmente vietato, tra cui l'orientamento sessuale. La definizione di discorsi di odio comprende il discorso che mira a "promuovere o diffondere odio".